# تینا سانیلا آیکیو
تینا سانیلا آیکیو (سامی اسکولت: Paavvâl Taannâl Tiina؛ زادهٔ ۲۵ مارس ۱۹۸۳) سیاست‌مدار اهل فنلاند است.